# Woldemar Winkler
Woldemar Winkler, född 17 juni 1902 i Mügeln i Tyskland, död 30 september 2004 i Gütersloh, var en tysk målare, tecknare och skulptör. 
Woldemar Winkler arbetade från 1919 på arkitektkontor i Dresden och Pforzheim, eftersom hans far var emot att han skulle försöka en konstnärlig karriär. Efter två år började han studera vid Kunstgewerbeschule Dresden. Han studerade arkitektur, samt målning för Carl Rade. För Rade studerade han från 1925, och från 1927 var han dennes assistent. I Dresden träffade han artister som Otto Dix och Oskar Kokoschka.
År 1927 inbjöds han av Ernst Oskar Simonson-Castelli (1864–1929) att undervisa på dennes privata Akademie für Zeichnen, Malen und Modellieren. Året därpå tog han över ledningen för akademin, en befattning han hade fram till 1941. 
Winklers verk, som han hade skapat för kommunala byggnader i Dresden från 1927 och framåt, förstördes delvis av nationalsocialisterna som "degenererade". Han anklagades också för att stödja och gömma judar och kommunister.
År 1941 kallades han till militärtjänst och var 1943-1947 krigsfånge. Under bombningen av Dresden förstördes en stor del av hans konstnärliga arbete såväl som hans ateljé. Winkler och hans fru Margret Horstkotte flyttade efter kriget till Gütersloh i östra Westfalen. Han arbetade som illustratör och formgivare för böcker, samt utförde fönster- och väggmålningar. 
Sedan mitten av 1960-talet har Winklers grafik, skulpturer, collage och assemblage regelbundet ställts ut i gallerier, konstgallerier och museer.
År 1994 donerade Winkler över 200 av sina målningar, teckningar och skulpturer till Woldemar Winkler Stiftung i Gütersloh. Sedan 1997 har stiftelsen delat ut Woldemar Winklers konstpris vartannat år och sedan 2017 vart tredje år.